# Campionati mondiali di nuoto in vasca corta 2022 - Staffetta 4x100 metri stile libero femminile
La gara di nuoto della staffetta 4x100 metri stile libero femminile dei Campionati mondiali di nuoto in vasca corta 2022 è stata disputata il 13 dicembre 2022 presso il Melbourne Sports and Aquatic Centre di Melbourne, in Australia.
Vi hanno preso parte 62 atlete da 14 nazioni.

## Podio
| Posizione | Atleti                                                                         | Squadra     |
| --------- | ------------------------------------------------------------------------------ | ----------- |
| Oro       | Mollie O'Callaghan Madison Wilson Meg Harris Emma McKeon Leah Neale            | Australia   |
| Argento   | Torri Huske Kate Douglass Claire Curzan Erika Brown Erin Gemmell Natalie Hinds | Stati Uniti |
| Bronzo    | Rebecca Smith Taylor Ruck Maggie Mac Neil Katerine Savard Mary-Sophie Harvey   | Canada      |

## Programma
| Data             | Ora (UTC+1) | Turno    |
| ---------------- | ----------- | -------- |
| 13 dicembre 2022 | 03:09       | Batterie |
| 13 dicembre 2022 | 11:22       | Finale   |

## Record
Prima della manifestazione il record del mondo e il record dei campionati erano i seguenti.
| Record mondiale       | 3:26.53 | Paesi Bassi | 5 dicembre 2014 Doha, Qatar |
| Record dei campionati | 3:26.53 | Paesi Bassi | 5 dicembre 2014 Doha, Qatar |

Durante l'evento sono stati migliorati i seguenti record:
| Data        | Evento | Atleti                                                                                   | Nazione   | Tempo   | Record |
| ----------- | ------ | ---------------------------------------------------------------------------------------- | --------- | ------- | ------ |
| 13 dicembre | Finale | Mollie O'Callaghan (52.19) Madison Wilson (51.28) Meg Harris (52.00) Emma McKeon (49.96) | Australia | 3:25.43 | ,      |

## Risultati

### Batterie[2]
I primi 8 tempi accedono alla finale.
| Pos | Batt | Corsia | Nazione       | Atlete | Tempo   | Note  |
| --- | ---- | ------ | ------------- | --- | ------- | ----- |
| 1   | 2    | 3      | Australia     | Meg Harris (52.11) Madison Wilson (51.43) Leah Neale (53.28) Emma McKeon (51.76)                          | 3:28.58 | Q, OC |
| 2   | 1    | 5      | Paesi Bassi   | Kim Busch (53.28) Valerie van Roon (53.12) Kira Toussaint (52.30) Marrit Steenbergen (51.72)              | 3:30.42 | Q     |
| 3   | 2    | 4      | Canada        | Rebecca Smith (52.75) Katerine Savard (52.90) Mary-Sophie Harvey (53.13) Taylor Ruck (51.91)              | 3:30.69 | Q     |
| 4   | 1    | 4      | Stati Uniti   | Erika Brown (52.83) Erin Gemmell (52.84) Natalie Hinds (52.70) Torri Huske (52.74)                        | 3:31.11 | Q     |
| 5   | 1    | 3      | Cina          | Yang Junxuan (52.95) Liu Shuhan (52.94) Wu Qingfeng (52.96) Cheng Yujie (53.20)                           | 3:32.05 | Q     |
| 6   | 2    | 5      | Svezia        | Sara Junevik (52.79) Sofia Åstedt (53.65) Klara Thormalm (54.50) Michelle Coleman (52.23)                 | 3:33.17 | Q     |
| 7   | 2    | 6      | Gran Bretagna | Anna Hopkin (52.12) Isabella Hindley (53.55) Medi Harris (54.56) Abbie Wood (53.23)                       | 3:33.46 | Q     |
| 8   | 1    | 6      | Giappone      | Rio Shirai (53.69) Chihiro Igarashi (52.63) Yume Jinno (53.49) Miki Takahashi (53.83)                     | 3:33.64 | Q     |
| 9   | 2    | 2      | Brasile       | Giovanna Diamante (53.99) Stephanie Balduccini (53.82) Aline Rodrigues (55.08) Gabrielle Roncatto (55.72) | 3:38.61 |       |
| 10  | 2    | 7      | Slovacchia    | Lillian Slušná (55.34) Tamara Potocká (54.46) Zora Ripková (55.62) Teresa Ivanová (53.81)                 | 3:39.23 |       |
| 11  | 1    | 7      | Hong Kong     | Sze Hang-yu (54.12) Stephanie Au (55.15) Chan Kin Lok (55.82) Ho Nam Wai (55.19)                          | 3:40.28 |       |
| 12  | 1    | 1      | Nuova Zelanda | Emma Godwin (54.56) Rebecca Moynihan (53.29) Hazel Ouwehand (56.54) Summer Osborne (56.08)                | 3:40.47 |       |
| 13  | 1    | 2      | Sudafrica     | Milla Drakopoulos (56.97) Caitlin de Lange (53.33) Emily Visagie (57.08) Rebecca Meder (54.19)            | 3:41.57 | AfR   |
| 14  | 2    | 1      | Perù          | Rafaela Fernandini (55.43) McKenna de Bever (55.68) Alexia Sotomayor (57.86) María Fe Muñoz (58.25)       | 3:47.22 |       |

### Finale[3]
| Pos | Corsia | Nazione       | Atlete                                                                                       | Tempo   | Note |
| --- | ------ | ------------- | -------------------------------------------------------------------------------------------- | ------- | ---- |
|     | 4      | Australia     | Mollie O'Callaghan (52.19) Madison Wilson (51.28) Meg Harris (52.00) Emma McKeon (49.96)     | 3:25.43 | WR   |
|     | 6      | Stati Uniti   | Torri Huske (51.73) Kate Douglass (51.17) Claire Curzan (51.59) Erika Brown (51.80)          | 3:26.29 | AR   |
|     | 3      | Canada        | Rebecca Smith (52.68) Taylor Ruck (51.49) Maggie Mac Neil (51.11) Katerine Savard (52.78)    | 3:28.06 |      |
| 4   | 7      | Svezia        | Sara Junevik (52.46) Michelle Coleman (51.76) Louise Hansson (52.15) Sofia Åstedt (52.98)    | 3:29.35 |      |
| 5   | 5      | Paesi Bassi   | Kim Busch (53.37) Kira Toussaint (52.33) Valerie van Roon (52.98) Marrit Steenbergen (50.91) | 3:29.59 |      |
| 6   | 2      | Cina          | Yang Junxuan (53.02) Cheng Yujie (52.51) Wu Qingfeng (52.52) Zhang Yufei (51.91)             | 3:29.96 |      |
| 7   | 1      | Gran Bretagna | Anna Hopkin (51.81) Isabella Hindley (53.80) Medi Harris (54.03) Abbie Wood (53.83)          | 3:33.47 |      |
| 8   | 8      | Giappone      | Rio Shirai (53.95) Chihiro Igarashi (53.09) Yume Jinno (53.26) Miki Takahashi (54.48)        | 3:34.78 |      |